# A klasszikus Weimar
A „klasszikus Weimar” (németül "Klassisches Weimar") elnevezés egy egyedülálló, ám rendkívüli hatású kulturális időszaknak, az ún. weimari klasszika korában létező várost takarja, mely 1800 körül az európai polgári felvilágosodás által előkészített udvari és polgári kultúra közép-európai centruma volt. Amikor 1998-ban Weimar felkerült a világörökség listájára, döntését az UNESCO a klasszikus Weimar hivatali és privát épületeinek nagy művészettörténeti jelentőségével és Weimar a 18. század végén és 19. század elején szellemi centrumként kimagasló szerepével indokolta.
A „weimari klasszika” a világ kultúrájának hagyományait és progresszív befolyását magába szívta, igényében, jelentőségében és hatásában jóval túlmutatott a nemzeti határokon és a világ kultúrájának részévé vált. Kiemelkedő jelentőségű, világ felé nyitott, humanista szándékokat felmutató irodalmi művek keletkeztek. Weimar az európai szellemi áramlatok gyújtópontjába került: 1772-ben érkezett ide Christoph Martin Wieland költő, 1775-ben Johann Wolfgang Goethe, egy évvel később Johann Gottfried Herder és 1799-ben Friedrich Schiller. Goethe 1832-ben bekövetkezett halála jelentette a klasszika korának végét.
A Goethe- és Schiller-levéltárban és a 2004 szeptemberében leégett Anna Amália Hercegnő Könyvtárban a klasszikus Weimar irodalmának emlékeit, kéziratokat és könyveket őriztek. Számos fennmaradt műemlék reprezentálja a költők és mecénásaik világát a kor művészi, építészeti és tájképi jellegét bemutatva.

## Műemlékei
A klasszikus Weimar 11 része vált világörökséggé, melyeknek történeti, építészeti, autentikus kivitelezésükben való értékük miatt sikerült elnyerniük e címet:
- Goethe lakóháza (Goethes Wohnhaus): itáliai hatást felmutató klasszicista átépítésű ház, illetve a környéken álló Goethe irodalmi és tudományos tevékenységét tanúsító épületek. A ház a műemlékvédelem megvalósításának egyik szép példája.
- Schiller lakóháza (Schillers Wohnhaus)
- Herder-emlékek: Városi templom (Stadtkirche), Herder-ház (Herderhaus) és a Régi Gimnázium (Altes Gymnasium)
- Városi kastély (Stadtschloss)
- Wittums–palota (Wittumspalais)
- Anna Amália Hercegnő Könyvtár (Herzogin Anna Amalia Bibliothek)
- Park az Ilm partján a Római házzal, Goethe kertjével és kerti lakával (Park an der Ilm mit Römischem Haus, Goethes Garten und Gartenhaus),
- a Belvedere-kastélypark a kastéllyal (Schlosspark Belvedere mit Schloss und Orangerie)
- az Ettersburg-kastély és parkja (Schloss und Schlosspark Ettersburg)
- a Tiefurt-kastély és parkja (Schloss und Schlosspark Tiefurt)
- a hercegi kripta a történelmi temetővel (die Fürstengruft mit dem Historischen Friedhof).